# Ányelo Rodríguez
Ányelo Paolo Rodríguez da Silva (Bella Unión, 28 luglio 1995) è un calciatore uruguaiano, centrocampista dell'Alianza.

## Caratteristiche tecniche
È un mediano.

## Carriera
Ha esordito fra i professionisti il 28 agosto 2016 con la maglia del Racing Montevideo in occasione del match di campionato pareggiato 1-1 contro il Plaza Colonia.